# Nikola Ninković
Nikola Ninković (Bogatić, 19 de dezembro de 1994) é um futebolista profissional sérvio que atua como meia-atacante.

## Carreira
Nikola Ninković começou a carreira no Partizan.